# Sitangkai
Sitangkai is een gemeente in de Filipijnse provincie Tawi-Tawi. Bij de laatste census in 2007 had de gemeente bijna 41 duizend inwoners.

## Geografie

### Bestuurlijke indeling
Sitangkai is onderverdeeld in de volgende 9 barangays:
| - Datu Baguinda Putih - Imam Sapie - North Larap - Panglima Alari - Sipangkot - Sitangkai Poblacion - South Larap - Tongmageng - Tongusong |

## Demografie
Sitangkai had bij de census van 2007 een inwoneraantal van 40.641 mensen. Dit zijn 12.384 mensen (43,8%) meer dan bij de vorige census van 2000. De gemiddelde jaarlijkse groei komt daarmee uit op 5,14%, hetgeen hoger is dan het landelijk jaarlijks gemiddelde over deze periode (2,04%). Vergeleken met de census van 1995 is het aantal mensen met 23.093 (131,6%) toegenomen.

De bevolkingsdichtheid van Sitangkai was ten tijde van de laatste census, met 40.641 inwoners op 485,625 km², 36,1 mensen per km².